# Kabinett Nobre da Costa
Als Kabinett Nobre da Costa wird die dritte verfassungsgemäße portugiesische Regierung nach der Nelkenrevolution 1974 unter Premierminister Alfredo Nobre da Costa bezeichnet, in Portugal heißt die Regierung auch III Governo Constitucional de Portugal, zu deutsch III. verfassungsgemäße Regierung von Portugal.
Die zuletzt regierende Koalition von sozialistischer Partei (PS) und Portugiesischer Volkspartei (CDS) hatten aufgrund der Folgen der beschlossenen Agrarreformen stark an Unterstützung verloren, sowohl vom Volk als auch vom amtierenden Staatspräsidenten António Ramalho Eanes. Anfang Juni 1978 verschärfte sich die Situation, der kleine Koalitionspartner CDS verkündete Mitte Juli 1978 den offiziellen Rückzug aus der damals fast sechs Monaten bestehenden Regierung. Premierminister Mário Soares lehnte jedoch einen Rücktritt als Regierungschef ab solange die Assembleia da República nicht ihm das Misstrauen ausgesprochen habe. Dies nahm jedoch Präsident Eanes vorweg, indem er Soares Ende Juli des gleichen Jahres entließ, damit löste Eanes gleichzeitig eine neue politische Krise in Portugal aus.
Um diese Krise zu lösen, forderten insbesondere die Oppositionsparteien ein stärkeres Eingreifen des Staatspräsidenten. Kurz darauf ernannte Präsident António Ramalho Eanes den parteilosen Alfredo Nobre da Costa zum neuen Premierminister, der bereits in der ersten portugiesischen Regierung unter Soares Minister für Industrie und Technologie war. Da die sozialistische Partei mit dem Vorgehen des Staatspräsidenten nicht einverstanden war, verkündete diese sich in die Opposition zurückzuziehen. Das neue Regierungsprogramm des Kabinetts Nobre da Costa passierte jedoch nicht das portugiesische Parlament, sowohl die sozialistische Partei als auch die Portugiesische Volkspartei versagten dem neuen Premierminister ihre Unterstützung. Aufgrund dessen sah sich die neue Regierung nur beschränkt handlungsfähig und regierte nur etwa drei Monate.

## Zusammensetzung
| Amt                                                     | Name                      | Partei    |
| ------------------------------------------------------- | ------------------------- | --------- |
| Premierminister                                         | Alfredo Nobre da Costa    | parteilos |
| Assistent des Premierministers im Range eines Ministers | Carlos Costa Freitas      | k. A.     |
| Ministerium für auswärtige Angelegenheiten              | Carlos Corrêa Gago        | k. A.     |
| Ministerium für Verteidigung                            | Mário Firmino Miguel      | k. A.     |
| Ministerium für interne Verwaltung                      | António Gonçalves Ribeiro | k. A.     |
| Ministerium für Justiz                                  | Mário Raposo              | k. A.     |
| Ministerium für Finanzen wirtschaftliche Planung        | José da Silva Lopes       | k. A.     |
| Ministerium für Landwirtschaft und Fischerei            | Apolinário Vaz Portugal   | k. A.     |
| Ministerium für Industrie und Technologie               | Fernando Santos Martins   | k. A.     |
| Ministerium für Handel und Tourismus                    | Pedro Pires de Miranda    | k. A.     |
| Ministerium für Arbeit                                  | António da Costa Leal     | k. A.     |
| Ministerium für Bildung und Kultur                      | Carlos Lloyd Braga        | k. A.     |
| Ministerium für soziale Angelegenheiten                 | Acácio Pereira Magro      | k. A.     |
| Ministerium für Verkehr und Kommunikation               | Amílcar Marques           | k. A.     |
| Ministerium für Wohnen und öffentliche Bauten           | João Almeida Pina         | k. A.     |